# Villa Cavallini
Villa Cavallini è un edificio costruito a fine Ottocento a Solcio di Lesa e fa parte dell'Istituto Superiorie G. Bonfantini di Novara.

## Storia
La villa è registrata nel catasto austriaco del 1722 e il luogo in cui sorge è identificato col nome di Solcietto che era composto da cinque lotti di terreno.
In quel periodo la villa era collegata alle altre nei dintorni tramite una strada a mezza costa "la vecchia Napoleonica", poi sostituita fra il 1801 e il 1807 dalla strada del Sempione). 

In quegli anni la villa apparteneva alla famiglia Corsino e proprio in quel periodo furono creati un giardino e un bosco all'inglese.
Prima del 1870 la villa passò a un altro proprietario, il signor Boniforti, che in occasione della morte della moglie (avvenuta nel 1885) fece erigere una piccola cappella non distante dalla parte rustica della struttura. 
Dopo questa fase la villa divenne di proprietà della famiglia Minetti, che effettuò la prima ristrutturazione del complesso e successivamente dopo la metà degli anni ottanta del XIX secolo, la proprietà passò ai Cavallini.
L'interno reca affreschi di Luigi Morgari.
La torre "neocastellana" reca lo stemma di famiglia: un cavallo rampante con il motto "Impavide et constanter".
Nel giardino all'inglese troviamo molti elementi decorativi che arricchiscono il viale, tra cui un obelisco, numerosi vasi in pietra e un laghetto; nel settore del giardino all'italiana troviamo vasche, terrazze, enormi esemplari di Liriodendri. 

Una curiosità riguarda il giardino retrostante dove si trovano alcune lapidi funebri con epitaffi in memoria dei cani allevati dal senatore Cavallini, appassionato di levrieri.
Dopo la morte di Gaspare Cavallini, avvenuta nel 1903, l’edificio passerà ai figli e degna di interesse è la ristrutturazione nel 1907 ad opera dell’architetto Annibale Rigotti.
Nel 1944 Adelaide Cavallini, figlia del senatore, lasciò in eredità al comune di Lesa l'intera proprietà, comprensiva di mobili pregiati, collezioni di vario genere, trofei cinofili e l'immenso parco con le rare specie botaniche con l'unico vincolo di istituirvi una Scuola di agraria (che fu istituita solo nel 1959).
Ad oggi il corpo principale della villa è transennato ed in totale stato di abbandono, invece il giardino della dimora è curato dalla  della Scuola I.P.A. "E. e G. Cavallini".